# Об'єднана система протиповітряної оборони СНД
Об'єднана система протиповітряної оборони СНД (рос. Объединённая система ПВО СНГ) є єдиною системою, до складу якої входять підрозділи протиповітряної оборони та підрозділи колишніх радянських республік під керівництвом Координаційного комітету з протиповітряної оборони Ради міністрів оборони СНД. Наразі фактично членами є 6 країн: Вірменія, Білорусь, Казахстан, Киргизстан, Росія та Таджикистан. На вдосконалення та розвиток цієї системи спрямовується 70 % усіх видатків військового бюджету Співдружності Незалежних Держав.

## Історія
Була створена 10 лютого 1995 року Алматинською угодою. Договір підписали Вірменія, Білорусь, Казахстан, Киргизстан, Росія, Таджикистан, Грузія, Туркменістан, Україна та Узбекистан. Грузія і Туркменістан припинили членство в 1997 році, а Узбекистан підтримує співпрацю з Росією на двосторонній основі. Рішенням Ради глав урядів СНД від 3 листопада 1995 р. створено ефективний механізм фінансування системи ППО СНД за рахунок цільового розподілу коштів державами-учасницями. З вересня 1996 року бойові стрільби ведуться підрозділами ППО СНД. У вересні 1998 року були проведені перші спільні тактичні навчання системи «Бойова співдружність — 98». Такі навчання стали традиційними і проводяться раз на два роки.

## Функції
Загальні цілі об'єднаної системи:
- Охорона повітряних кордонів держав-учасниць СНД;
- Спільний контроль повітряного простору СНД;
- Моніторинг аерокосмічної позиції;
- Раннє попередження про авіа/ракетний удар та скоординована відповідь на нього.

## Командир
Об'єднана система ПВО СНД не має єдиного командира. Контролюється Координаційним комітетом протиповітряної оборони СНД, членами якого є командувачі військами ППО або ВПС держав-учасниць. Головою Комітету на момент формування був Головнокомандувач ВПС Росії генерал-полковник Олександр Зелін. Нині головою є Головнокомандувач повітряно-космічних сил Росії генерал-полковник Сергій Суровікін.

## Композиція
- 20 винищувальних полків;
- 29 зенітно-ракетних полків;

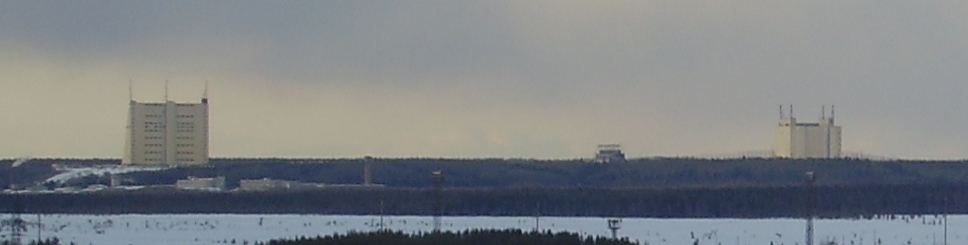
РЛС «Дар'ял» у Печорі

- 22 засоби радіоелектронної розвідки;
- 2 батальйони радіоелектронної боротьби.

Існуючий склад сил визначено рішенням, ухваленим у грудні 2015 року:
- 20 авіаційних одиниць;
- 40 одиниць зенітних ракетних військ;
- 20 одиниць радіотехнічних військ.

ЗРК були озброєні системами 9К33 «Оса», 9К37 «Бук», С-75 «Двіна», С-125 "Нева/Печора ", С-200 «Ангара/Вега/Дубна» та С-300 «Фаворит». Винищувачі включають МіГ-23, МіГ-29, МіГ-31 і Су-27. Спільні навчання систем ППО СНД регулярно проводяться на полігоні Ашулук в Астраханській області.

## Система раннього попередження
Російська система раннього попередження була створена ще за радянських часів. Її штаб-квартира і дві станції прийому супутникових даних знаходяться в Росії, там також 3 з 8 радіолокаційних станцій. До них відносяться системи «Дніпро/Даугава» в Оленегорську, системи «Дніпро/Дністр-М» у Мішелівці, Усольє-Сибірському та системи «Дар'ял» у Печорі.
Решта радіолокаційних станцій:
- Система «Дніпро/ Дністр-М» на Балкаші-9, Сари Шаган, Казахстан;
- РЛС «Волга» в Білорусі (Ганцавичі);
- Електрооптична станція космічного спостереження «Окно» в Таджикистані ;
- Електрооптична станція космічного спостереження «Окно-С» в Приморському краї.

Дві РЛС «Дніпро» в Україні (Мукачево та Севастополь) були раніше частиною системи до 2008 року. Наступним поколінням російських радарів є Воронезький радар.
У 2008 році Росія оголосила про вихід з договору з Україною про їх використання через підвищення орендної плати та сумніви в достовірності отриманої інформації. 26 лютого 2009 року потік інформації від них припинився.